# 斯摩棱斯克编年史
斯摩棱斯克编年史（俄语：Смоленская летопись）是13世纪末-15世纪初人們在斯摩棱斯克编纂的一部罗斯编年史。它主要涉及斯摩棱斯克公国和立陶宛大公国的历史。